# Limnophila helferi
Limnophila helferi är en grobladsväxtart som beskrevs av Joseph Dalton Hooker. Limnophila helferi ingår i släktet Limnophila och familjen grobladsväxter. Inga underarter finns listade i Catalogue of Life.